# Чемпионат Германии по футболу 1922/1923
Чемпионат Германии по футболу 1922/1923 — 16-й розыгрыш Чемпионата Германии по футболу (нем. Deutsche Fußballmeisterschaft). Турнир начался 16 мая, а финал состоялся 18 июня и 6 августа. Победителем этого турнира стала команда «Гамбург».
В чемпионате участвовало 7 команд: «Гамбург», «Арминия (Билефельд)», «Унион» (Обершёневайде), «Фюрт», «Шпортфройнде» (Бреслау), «Кёнигсберг», «Гутс-Мутс» (Дрезден).

## 1/4 финала
| «Фюрт»                           | 4:0 | «Шпортфройнде» (Бреслау) |
| -------------------------------- | --- | ------------------------ |
| Ашерль 30′, 85′ · Франц 60′, 80′ |     |                          |

| «Арминия (Билефельд)» | 0:0 (д. в.) | «Унион» (Обершёневайде) |
| --------------------- | ----------- | ----------------------- |
|                       |             |                         |

| «Гамбург»      | 2:0 | «Гутс-Мутс» (Дрезден) |
| -------------- | --- | --------------------- |
| Хардер 7′, 89′ |     |                       |

| «Унион» (Обершёневайде) | 2:1 (д. в.) | «Арминия (Билефельд)» |
| ----------------------- | ----------- | --------------------- |
| Франкe 90′ · Люкс 125′  |             | Поль 80′              |

## 1/2 финала
| «Унион» (Обершёневайде)    | 2:1 | «Фюрт»           |
| -------------------------- | --- | ---------------- |
| Альберт Диц 23′ · Люкс 29′ |     | Франц 79′ (пен.) |

| «Кёнигсберг»              | 2:3 | «Гамбург»                           |
| ------------------------- | --- | ----------------------------------- |
| Гучендиз 45′ · Виттке 86′ |     | Хардер 34′, 59′ · Юргонс 34′ (авт.) |

## Финал
| «Унион» (Обершёневайде) | 0:3 | «Гамбург»                              |
| ----------------------- | --- | -------------------------------------- |
|                         |     | Хардер 34′ · Бройель 70′ · Шнaйдер 90′ |